# تاکستان

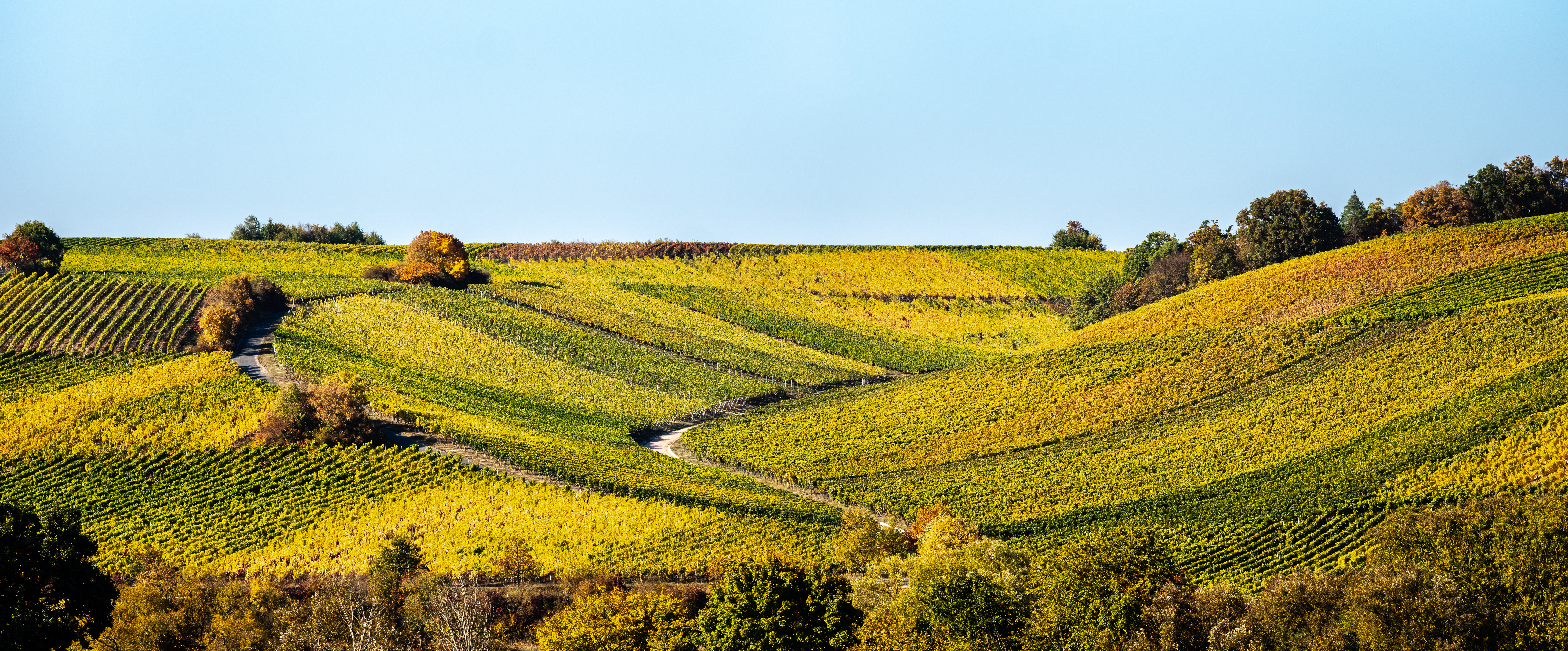
نگاره‌ای از یک تاکستان در منطقهٔ باواریا، آلمان.

تاکستان (انگلیسی: Vineyard) به مزرعه‌ای از تاک‌های انگور گفته می‌شود که عمدتاً برای استفاده در شراب‌گیری کشت می‌شوند، همچنین تولید کشمش، مصرف خوراکی عادی از انگور و تهیه آب انگورهای غیر الکلی، از دیگر مصارف محصول به‌دست آمده از تاکستان‌ها است. دانش و مطالعه در خصوص محصول تاکستان‌ها تحت عنوان موکاری شناخته می‌شود.

## نگارخانه

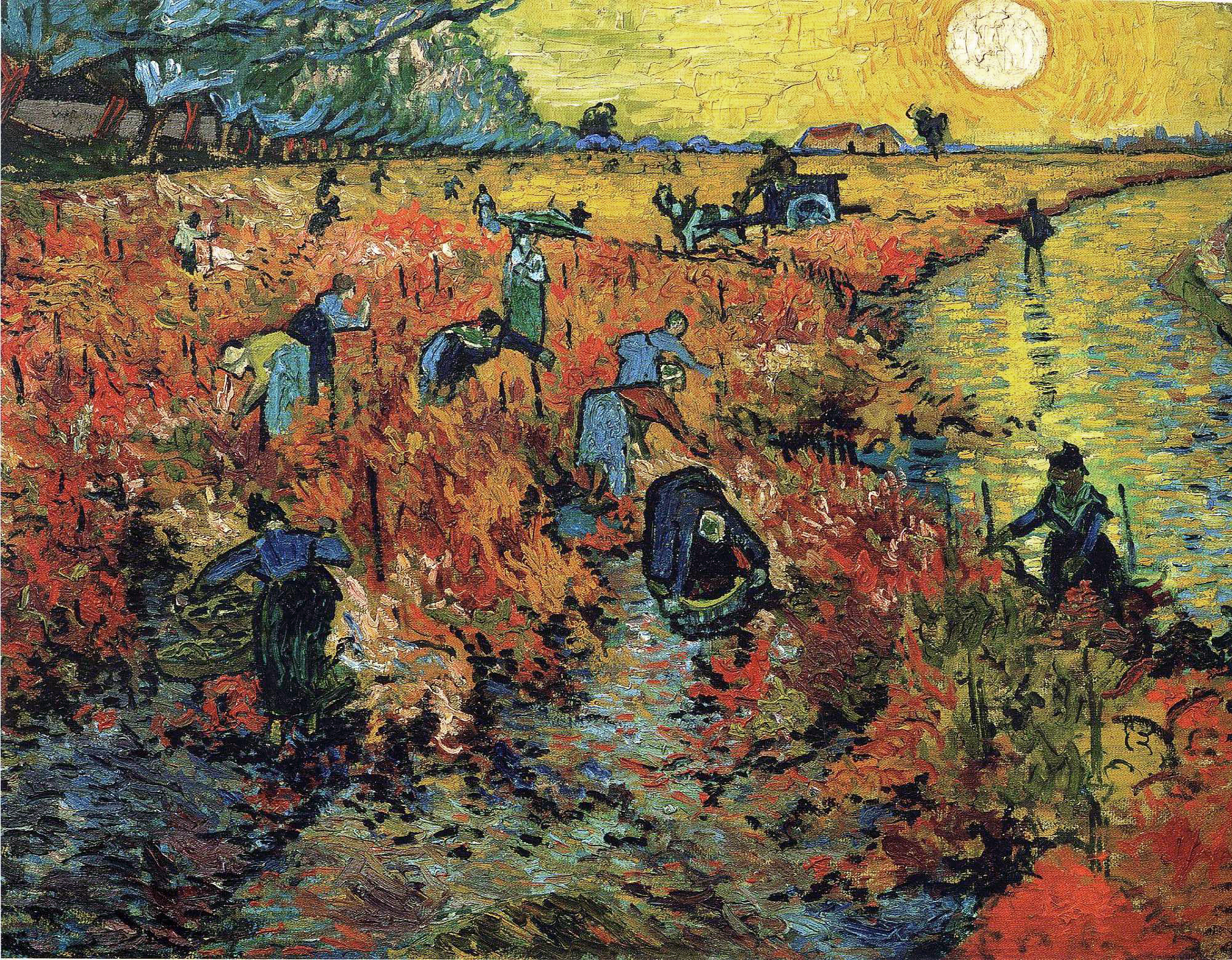
تاکستان سرخ، اثر ونسان ون گوگ